# Apalus necydaleus
Apalus necydaleus – gatunek chrząszcza z rodziny oleicowatych.
Gatunek ten opisany został po raz pierwszy w 1782 roku przez Petera Simona Pallasa pod nazwą Meloe necydaleus.
Chrząszcz o wydłużonym ciele długości od 11 do 13 mm. Głowa i przedplecze są czarne, stosunkowo gęsto punktowane, matowe. Sięgające środka długości ciała czułki również są czarne. Głaszczki mogą być czarne lub pomarańczowe. Na pierwszym członie czułków, głowie, przedpleczu, spodzie ciała i odnóżach występują krótkie, żółtawe włoski. Pokrywy są żółte, pomarańczowe, czerwone lub rudobrązowe; jednobarwne lub z parą poprzecznie owalnych, czarnych plamek przed wierzchołkami. Barwa odnóży bywa różna. Często wierzch przedniej ich pary, golenie oraz pierwsze człony stóp są żółte do czerwonych, a pozostałe człony stóp brązowe, ale spotyka się osobniki o całych odnóżach czerwonożółtych. Całkowicie nakryty pokrywami odwłok ma rudobrązowy tył.
Owad palearktyczny, znany z Węgier, Ukrainy, Rumunii, Macedonii Północnej, Grecji, europejskiej części Rosji, anatolijskiej części Turcji, Kazachstanu, Kirgistanu i Iranu.